# El Robledo
El Robledo là một đô thị thuộc Ciudad Real, Castile-La Mancha, Tây Ban Nha. Đô thị này có dân số là 1.084.

## Dân số
| 1991 | 1996 | 2001 | 2004 | 2006 |
| ---- | ---- | ---- | ---- | ---- |
| 1119 | 1091 | 1078 | 1068 | 1154 |